# 近黑鳞鳞毛蕨
近黑鳞鳞毛蕨（学名：Dryopteris neolepidopoda）为鳞毛蕨科鳞毛蕨属下的一个种。